# Marinemuseet
Marinemuseet er et søfartsmuseum i den tidligere flådebase Karljohansvern (no) i Horten ved Oslofjorden, Norge. Museet blev grundlagt af C.F. Klinck den 24. august 1853 og dokumenterer Sjøforsvarets historie. Museet betragtes af nogle som verdens første flådemuseum, da det var den første samling af marinememorabilia, der var åben for offentligheden.

## Skibe
- Blink - patruljebåd i Storm-klassen
- Alta - minerydningsfartøj baseret i Oslo. Sejler stadig.
- Hitra - skib baseret i Bergen. Sejler stadig.
- Narvik - fregat i Oslo-klassen
- Rap - torpedobåd fra 1873
- Srei - patruljebåd i Tjeld-klassen
- Utstein - en ubåd i Kobben-klassen fra 1965